# 圆齿凤丫蕨
圆齿凤丫蕨（学名：Coniogramme crenatoserrata）为裸子蕨科凤丫蕨属下的一个种。

## 扩展阅读
- 維基物種上的相關：圆齿凤丫蕨